# 莫朗塞 (厄尔-卢瓦省)
莫朗塞（法語：Morancez，法語發音：[mɔʁɑ̃se]）是法国厄尔-卢瓦省的一个市镇，属于沙特尔区。

## 地理
莫朗塞（48°23'50"N, 1°29'36"E）面积7.13 平方千米，位于法国中央-卢瓦尔河谷大区厄尔-卢瓦省，该省份为法国北部内陆省份，北起顺时针与厄尔省、伊夫林省、埃松省、卢瓦雷省、卢瓦-谢尔省、萨尔特省和奧恩省接壤。
与莫朗塞接壤的市镇（或旧市镇、城区）包括：韦尔莱沙特尔、巴尔茹维尔、勒库德赖、热兰维尔、贝谢尔莱皮埃尔、科朗塞、吕桑。

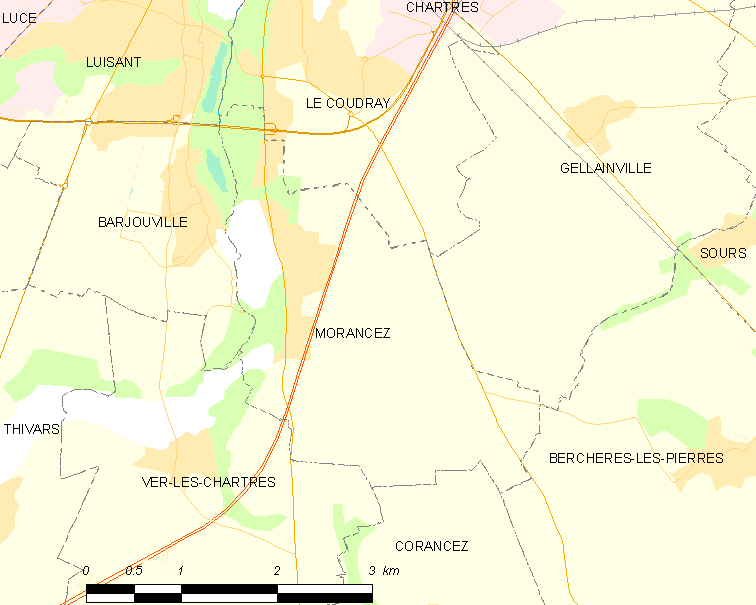
的OSM定位图

莫朗塞的时区为UTC+01:00、UTC+02:00（夏令时）。

## 行政
莫朗塞的邮政编码为28630，INSEE市镇编码为28269。

## 政治
莫朗塞所属的省级选区为沙特尔第二县。

## 人口

1962-2008年间人口变化图示

莫朗塞于2022年1月1日时的人口数量为1927人。